# Lorenzo Perini
Lorenzo Perini (ur. 22 lipca 1994) – włoski lekkoatleta specjalizujący się w biegach płotkarskich.
W 2011 dotarł do półfinału mistrzostw świata juniorów młodszych oraz zdobył złoto olimpijskiego festiwalu młodzieży Europy. Półfinalista juniorskich mistrzostw świata (2012). Rok później został wicemistrzem Europy juniorów w Rieti. Brązowy medalista mistrzostw Europy do lat 23 z Tallinna (2015).
Medalista mistrzostw Włoch.
Rekordy życiowe: bieg na 60 metrów przez płotki (hala) – 7,66 (2 lutego 2019, Mondeville); bieg na 110 metrów przez płotki – 13,46 (12 lipca 2019, Neapol).

## Osiągnięcia
| Rok  | Impreza                                 | Miejsce         | Konkurencja                     | Pozycja    | Wynik |
| ---- | --------------------------------------- | --------------- | ------------------------------- | ---------- | ----- |
| 2011 | Mistrzostwa świata juniorów młodszych   | Lille Metropole | bieg na 110 metrów przez płotki | półfinał   | 13,96 |
| 2011 | Olimpijski festiwal młodzieży Europy    | Trabzon         | bieg na 110 metrów przez płotki | 1. miejsce | 13,44 |
| 2012 | Mistrzostwa świata juniorów             | Barcelona       | bieg na 110 metrów przez płotki | półfinał   | 15,07 |
| 2013 | Mistrzostwa Europy juniorów             | Rieti           | bieg na 110 metrów przez płotki | 2. miejsce | 13,30 |
| 2014 | Mistrzostwa Europy                      | Zurych          | bieg na 110 metrów przez płotki | eliminacje | 13,77 |
| 2015 | Młodzieżowe mistrzostwa Europy          | Tallinn         | bieg na 110 metrów przez płotki | 3. miejsce | 13,86 |
| 2016 | Mistrzostwa Europy                      | Amsterdam       | bieg na 110 metrów przez płotki | półfinał   | 13,79 |
| 2017 | Superliga drużynowych mistrzostw Europy | Lille           | bieg na 110 metrów przez płotki | 7. miejsce | 13,62 |
| 2018 | Igrzyska śródziemnomorskie              | Tarragona       | bieg na 110 metrów przez płotki | 1. miejsce | 13,49 |
| 2018 | Mistrzostwa Europy                      | Berlin          | bieg na 110 metrów przez płotki | półfinał   | 13,50 |
| 2019 | Halowe mistrzostwa Europy               | Glasgow         | bieg na 60 metrów przez płotki  | półfinał   | 7,70  |
| 2019 | Mistrzostwa świata                      | Doha            | bieg na 110 metrów przez płotki | eliminacje | 13,70 |